# 營造商探案
《營造商探案》是柯南·道爾所著的福爾摩斯探案的56個短篇故事之一，收錄於《福爾摩斯歸來記》。

## 故事簡介
一名律師因一宗工程師的謀殺案被警方追捕，因此向福爾摩斯求助，福爾摩斯去到案發現場查探，發現所有證據指向該名律師，律師只好跟隨警方離去。翌日，警方告知福爾摩斯發現一個印有律師指紋的紅印，令警方更相信是律師犯案。但福爾摩斯從此更肯定律師無罪，並找出了真正的兇手。